# Егоров, Николай Дмитриевич
Никола́й Дми́триевич Его́ров (3 мая 1951 — 25 апреля 1997) — российский политик.

## Биография
Окончил Ставропольский сельскохозяйственный институт, ВПШ при ЦК КПСС. Работал инструктором райкома партии, секретарем парткома совхоза, председателем колхоза, председателем Лабинского райисполкома. В 1990—1993 годах — первый заместитель председателя Краснодарского краевого агропромышленного союза, генеральный директор департамента сельского хозяйства и продовольствия, первый заместитель главы краевой администрации Краснодарского края, председатель краевого правительства.
23 декабря 1992 года назначен главой администрации Краснодарского края.
С 16 мая 1994 по 30 июня 1995 года — министр Российской Федерации по делам национальностей и региональной политике.
30 ноября 1994 года назначен полномочным представителем Президента РФ в Чечне. 8 декабря 1994 года назначен руководителем Территориального управления федеральных органов исполнительной власти в Чеченской Республике в ранге заместителя Председателя Правительства Российской Федерации. 26 января 1995 года освобождён от этой должности «по состоянию здоровья». 30 июня 1995 года снят с поста министра после событий в г. Будённовске. 
17 августа 1995 года назначен помощником Президента РФ по проблемам региональной и национальной политики, федеративного устройства государства.
С января по июль 1996 года работал руководителем Администрации Президента РФ, председателем Экспертно-аналитического совета при Президенте, членом Совета Безопасности. Имел тесные отношения с начальником Службы безопасности президента России Александром Коржаковым и первым вице-премьером Олегом Сосковцом.
15 июля 1996 года вновь назначен губернатором Краснодарского края. Накануне первых всенародных выборов губернатора Краснодарского края Егоров имел большие проблемы со здоровьем, а его политическая позиция была многим непонятна, в частности попытка играть на антиельцинских настроениях. На выборах в октябре 1996 года проиграл коммунисту Николаю Кондратенко, набрав 24,75 % голосов избирателей. Однако выборы были признаны несостоявшимися по причине непреодоления порога явки в 50 % голосов. Повторные выборы состоялись 22 декабря, предварительно снизив порог явки до 25 %. На них Егоров, выписавшись из больницы, вновь выступил против Кондратенко, хоть и с низкими шансами на победу. Результаты это подтвердили: политик набрал всего 4,83 % и пришёл третьим на выборах, тем самым поражение Егорова было даже хуже, чем в октябре.
Избирался депутатом Совета Федерации Федерального Собрания РФ первого созыва (1993—1995); в Совет Федерации РФ второго созыва входил по должности (1996).
Скончался 25 апреля 1997 года от рака лёгких. Похоронен на Кунцевском кладбище.

### Личная жизнь
Был женат, имел сына и дочь.

## Мнения
Анатолий Куликов в своих мемуарах отмечал Егорова как человека «грешившего барскими замашками и пренебрежительным отношением к тем, кто в иерархии государственной службы занимал более скромные места».